# 頸城騒動
頸城騒動（くびきそうどう）は、江戸時代に天領・越後国頸城郡で発生した騒動。頸城質地騒動、越後質地騒動ともいう。同地の農民たちが質流れになった田畑を取り戻そうとした質地騒動といわれる一揆の1つで、享保7年（1722年）4月に発布された質流地禁止令を契機として起きたものである。

## 騒動の発端
流地禁止令の御触れが頸城郡の天領にまで伝えられたのは享保7年（1722年）11月のことであったが、田畑の質流れは認めないという同法令が引き起こす混乱を恐れ村役人たちはこれを百姓たちに読み聞かせなかった。
しかし、百姓たちは、流地禁止令の御触れを独自に入手し、下鶴町村・米岡村・角川村・新屋敷村・四ツ辻村・角川新田・田中村・荻野村・野村などの村々の質置人たちが集まって、座頭の円歌と医者の祐益の2人に法令を読んでその内容を解説してもらった。2人は条文を田畑を質入れした百姓たちに有利なように解説し、それを聞いた百姓たちは、富裕な者や町人の元に田畑が集まり、百姓が田畑から離れることを気の毒に思った御上が、御慈悲をもって元金済崩しを仰せ付けたと考えた。そして、その趣旨に沿うためとして、質地（質入れしたり、質流れになったりした土地）を取り返すべく、質地の40パーセントは金主に渡し、残り60パーセントは質置主の方に返還するなどの4ヵ条の要求を掲げて代官所に訴え出たが、受け入れられなかった。
要求を拒絶された新屋敷村の金右衛門ら20名は、鶴町村・沖村の金主の家を襲って米などを強奪。代官所側はこれに対し、質置人たちを集めて法令の内容を説明して説得に努め、同時に事件の首謀者を捕えて投獄した。その一方、質置人たちの代表が江戸に行って法令の解釈について当局に問い質したり、金主たちが集まって協議したりと様々な動きがあったが、130日目に入牢者の全員を釈放したことで事件は一旦は落着した。

## 騒動と判決
しかし、同8年3月15日に騒ぎは再燃し、150ヵ村の約3000名の農民が集い、吉岡村（上越市）の市兵衛ら数人が首謀者となって質地奪回のための実力行使に出た。代官所の役人も金主たちもこの一揆勢を止めることはできず、隣接する高田藩に逃げ込み、役人は江戸に救援を要請し、金主たちもこのことを幕府に訴えた。高田藩側では、この騒動が自領にも波及することをおそれ、このまま放置するわけにはいかないので自分たちで取り締まりをする旨、代官所役人と幕府に伝えた。
高田藩以外の隣接諸藩からの要請もあり、幕府は享保9年（1724年）3月11日、頸城郡の天領を高田藩（藩主・松平定輝、10万7000石）・会津藩（藩主・松平正容、7万石）・長岡藩（藩主・牧野忠寿、6万4000石）・館林藩（藩主・松平清武、4万7000石）・新発田藩（藩主・溝口直治、4万3000石）の5つの藩へと分散して預け地とした上で、これらの藩に騒動の鎮圧を命じた。
高田藩主の松平定輝は、家老の服部半蔵・久松十郎右衛門を御用掛とし、質置人の願いを聞き届けるとだまして、出頭した農民の主要人物を捕縛する。他の関係諸藩も強行措置に出て、同年6月30日までに関係者全員が捕えられた。
翌10年（1725年）3月11日に下された判決では、市兵衛以下7人が磔刑・獄門11人・死罪12人・遠島20人・所払い19人・過料28人となり、赦免されたのは9人であった。付加刑として闕所・家財没収となった者は63人で、没収されたのは総石高は97石7斗余、土蔵1棟、馬屋17棟、持仏堂1棟、馬1頭におよんだ。判決時には、処刑の判決を受けた者のうち、半数以上が既に牢内で死亡していた。これら処罰を受けた者たちのほとんどが、4石以下の零細農家であったという。

## 騒動の終結後
出羽国村山郡の天領で発生した長瀞騒動も同様に流地禁止令の解釈をめぐって大きな騒動に発展した。数々の問題を引き起こした同法令は、騒動の決着前の享保8年（1723年）8月28日に廃止されている。
高田藩主の松平家は、鎮圧の功績が幕府に認められたとして、寛保元年（1741年）に松平定賢の代になって陸奥国白河藩へ転封となった。